# Utlängan
Utlängan er en ø i Karlskrona kommune i Blekinge skærgård. 
Øen er beliggende næstlængst fra land ud mod det åbne hav. Kun Utklippan ligger længere fra land. Utlängan består af skov og overdrev, er cirka tre kilometer lang og 1½ kilometer bred. Øens areal er på lidt over 215 hektar. Utlängans havn, Stenshamn, ligger på øen af samme navn, og en bro forbinder øen med Utlängan. På Utlängan ligger et tidligere FRA anlæg med et hvidt tårn. Anlægget er stadig under militær beskyttelse. Øen har også et fyrtårn, som ligger på den sydlige del.

## Historie
Øen var i Middelalderen udgangspunkt for en færdselsåre kaldet Kong Valdemars sejlrute, og er endda nævnt i en runesten på Bornholm fra omkring år 1000. Øen blev i lang tid udelukkende benyttet til græsning af dyr, men i begyndelsen af 1800-tallet bosatte en familie sig på øen. Der var på et tidspunkt seks gårde med fastboende på øen. I 2012 var der kun én husstand med fastboende tilbage.
Utlängans fyrtårn på den sydlige ende af øen tændtes første gang den 29. august 1882. I modsætning til de fleste andre fyrtårne opførtes der ikke nogen fyrbøderbolig, da en af landmændene på øen fungerede som fyrbøder. Han var også ålefisker og skipper på redningsbåden. Det gamle fyrtårn blev i 1931 erstattet af et nyt i beton.